# Mattias Öhlund
Kenneth Mattias Öhlund (Piteå, 9 settembre 1976) è un ex hockeista su ghiaccio svedese.

## Palmarès

### Olimpiadi
- Oro a Torino 2006.

### Mondiali
- Oro a Svizzera 1998.
- Argento a Finlandia 1997.
- Bronzo a Germania 2001.